# Hans Frederik Levetzau
Ikke at forveksle med Hans Friedrich von Levetzow
Hans Frederik Levetzau (27. november 1711 på Bygholm – 16. september 1763 på Bygholm) var justitiarius (dommer) i Højesteret og stiftamtmand. Han var far til Niels Krag Levetzau.
Han var søn af generalløjtnant Theodosius von Levetzow, var født på Bygholm 27. november 1711, blev efter sin hjemkomst fra udlandet 1737 kammerjunker og assessor i Højesteret, 1741 konferensråd, 1742 kammerherre, 1747 deputeret i Admiralitets- og Generalkommissariatskollegiet, fik 1750 det hvide bånd og udnævntes 1752 til stiftamtmand over Århus Stift samt amtmand over Havreballegård og Stjernholm Amter, hvorfra han 1758 kaldtes tilbage til København som justitiarius i Højesteret med titel af gehejmeråd. Han døde 16. september 1763 på Bygholm, som han tillige med Oksholm havde arvet efter sin få måneder forud bortkaldte moder; desuden ejede han Ålegård (Skræm Sogn).
Levetzau havde 22. september 1741 ægtet Sophie von Eynden (f. 23. juni 1718), datter af generalløjtnant Albrecht Philip von Eynden. Hun solgte 1765 Bygholm, men beholdt Oksholm til sin død i Odense 1. januar 1795.